# Danh sách tác phẩm của Mozart theo thể loại

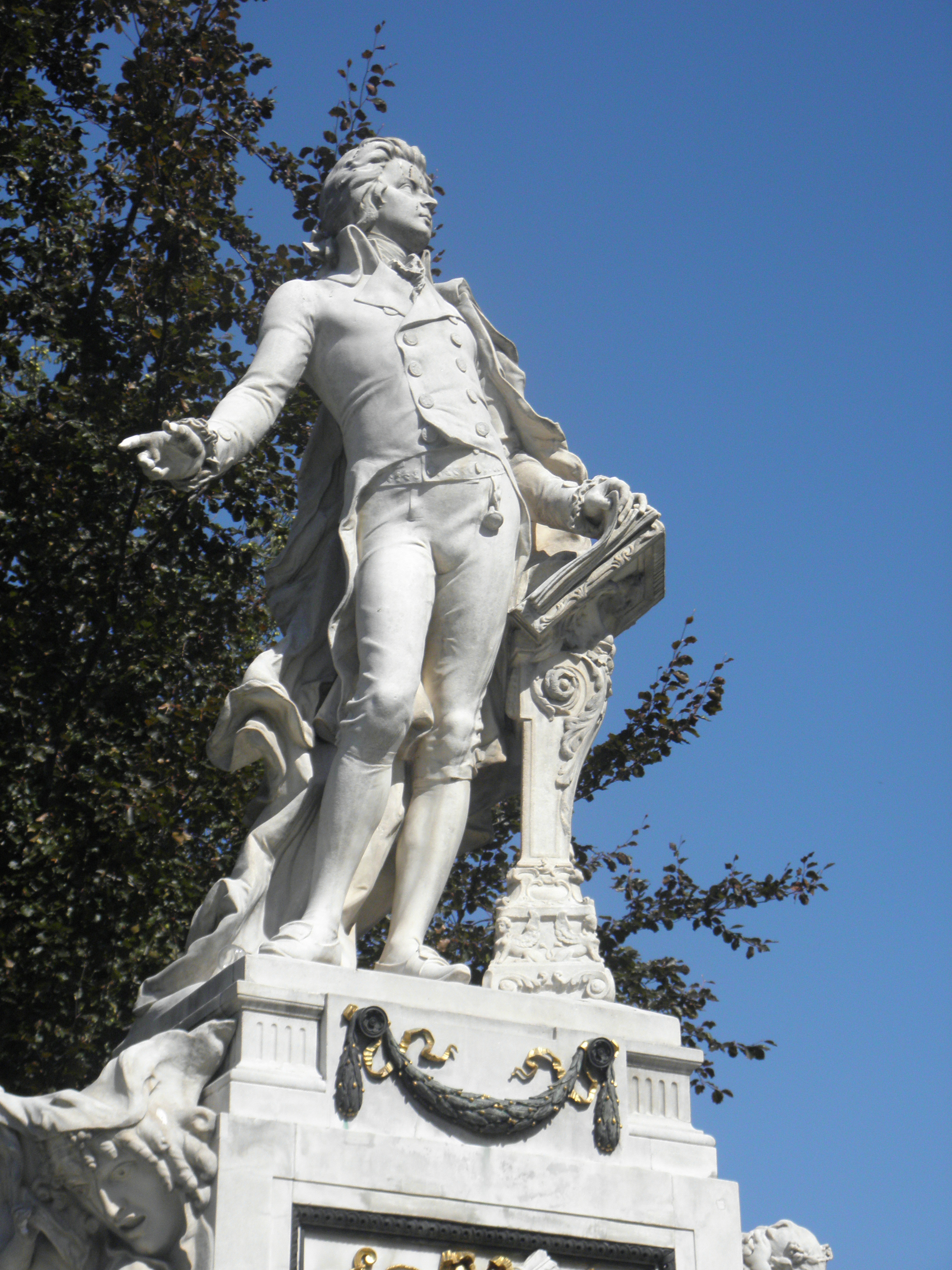
Tượng đài Mozart ở Viên.

Nhạc sĩ thiên tài Wolfgang Amadeus Mozart (1756–1791) tuy có một cuộc sống ngắn ngủi khi mất ở tuổi 35, nhưng đã để lại cho nhân loại một kho tàng đồ sộ về nhạc cổ điển, gồm 690 nhạc phẩm dưới 626 số hiệu, thuộc rất nhiều thể loại, giai điệu độc đáo và phong phú, hoà âm tuyệt sắc có tính vạch thời đại. Từ sáng tác đầu tiên khi Mozart mới 5 tuổi là bản Menuet, đến nhạc phẩm cuối cùng là một bản nhạc cầu siêu đều là những sáng tác âm nhạc bao trùm hầu hết các thể loại âm nhạc ở thời đó: ôpêra, hoà tấu dương cầm, độc tấu dương cầm, giao hưởng, tam tấu, tứ tấu và ngũ tấu nhạc cụ, sonata cho dương cầm, sonata cho vĩ cầm, nhạc thính phòng, hòa tấu cho vĩ cầm hay cho sáo hoặc kèn, nhạc tôn giáo, nhạc cho đại phong cần (organ), nhạc Thánh lễ (missa), nhạc múa, nhạc diễu hành, nhạc divertimento, nhạc chiều, dạ khúc và những bản nhạc có tính giải trí nhẹ nhàng.

## Đặc điểm xếp loại
- Chỉ có số ít nhạc phẩm của Mozart được đánh số opus là một số sáng tác của ông được xuất bản lúc sinh thời, nên các nhà nghiên cứu không dùng cách này trong thống kê và xếp loại các nhạc phẩm của ông.
- Các nhạc phẩm của Mozart đã được Ludwig von Köchel biên soạn cẩn thận, xuất bản từ lâu thành danh mục Kơt-xai (Köchel Verzeichnis, viết tắt là KV), trong đó, các nhạc phẩm xếp theo thứ tự thời gian sáng tác, nghĩa là theo trình tự "ngày sinh" của chúng. Tuy nhiên, qua 150 năm lưu hành, danh mục này đã bị một số nhà xuất bản sửa đổi, dẫn đến sự mơ hồ về một số kí hiệu KV.
- Hơn nữa, đối với phần lớn người ưa thích âm nhạc, thì kí hiệu KV là khô khan. Do đó, những tác phẩm âm nhạc của Mozart được kèm theo tên thể loại dễ hiểu hơn nhiều; chẳng hạn "KV 183" rõ ràng là khó hiểu hơn nhiều so với tên gọi "Giao hưởng số 25".

Dưới đây là danh sách các sáng tác âm nhạc của Mozart xếp theo thể loại.

## Giao hưởng

### Bảng chi tiết
Xem Danh sách các bản giao hưởng của Mozart

### Danh sách tóm tắt

#### Từ 1764 đến 1771 (thời niên thiếu)

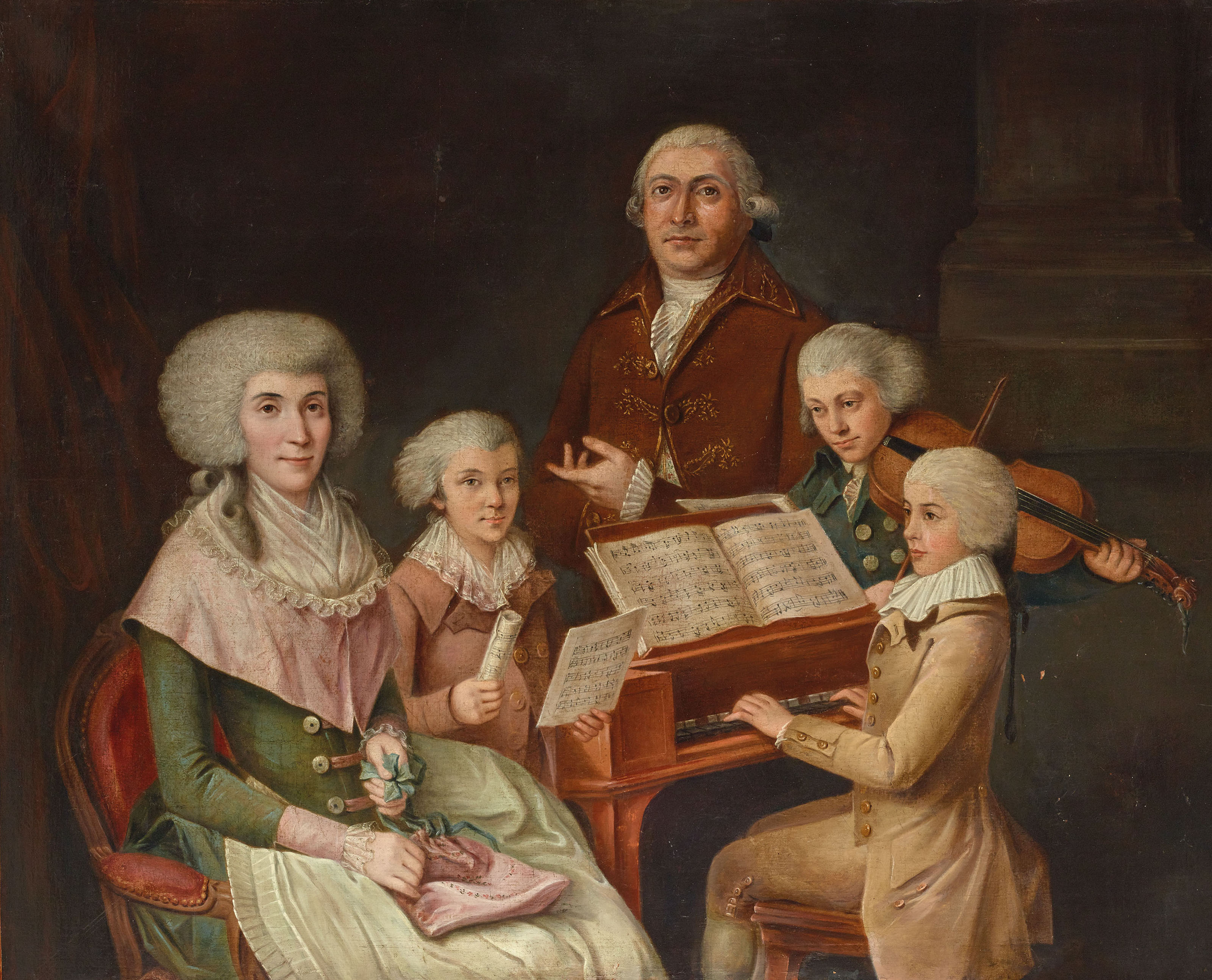
Tranh mô tả lại cảnh Mozart ngồi trước đàn, năm 6 tuổi (1770)

Những bản giao hưởng được đánh số từ thời thơ ấu của Mozart đã sưu tầm được:
- Giao hưởng số 1 E♭ major, K. 16 (1764)
- Giao hưởng số 2 B♭ major, K. 17 (1765?)
- Giao hưởng số 3 E major, K. 18 (1767?)
- Giao hưởng số 4 D major, K. 19 (1765)
- Giao hưởng số 5 B♭ major, K. 22 (1765)
- Giao hưởng số 6  F major, K. 43 (1767)
- Giao hưởng số 7 D major, K. 45 (1768)
- Giao hưởng số 8 D major, K. 48 (1768)
- Giao hưởng số 9 C major, K. 73 / 75a (1769-70?)
- Giao hưởng số 10 G major, K. 74 (1770)
- Giao hưởng số 11 D major, K. 84 (1770)
- Giao hưởng số 12 G major, K. 110 (1771)
- Giao hưởng số 13 F major, K. 112 (1771)

Những bản giao hưởng không được đánh số, nhưng có trong KV (danh mục Kơt-xai)
- Giao hưởng cung F major, K. 75 (GA 42: doubtful) (1771)
- Giao hưởng cung F major, K. 76/42a (GA 43: doubtful) (1767)
- Giao hưởng cung D major, K. 81/73l (GA 44: doubtful) (1770)
- Giao hưởng cung D major, K. 95/73n (GA 45: doubtful) (1770)
- Giao hưởng cung C major, K. 96/111b (GA 46: doubtful) (1771)
- Giao hưởng cung D major, K. 97/73m (GA 47: doubtful) (1770)
- Giao hưởng cung F major, K. 98/Anh.C 11.04 (GA 48/56: doubtful) (1771?)
- Giao hưởng cung B♭ major, K. Anh. 214/45b (GA 55: doubtful) (1768)
- Giao hưởng cung B♭ major, K. Anh. 216/74g/Anh.C 11.03 (GA 54: doubtful) (1771)
- Giao hưởng cung G major, "Old Lambach", K. Anh. 221/45a (1766)
- Giao hưởng cung F major, K. Anh. 223/19a (1765)
- Giao hưởng cung A minor, "Odense", K. Anh. 220/16a (doubtful) (1765?).

#### Từ 1771–1777 (thời Salzburg)

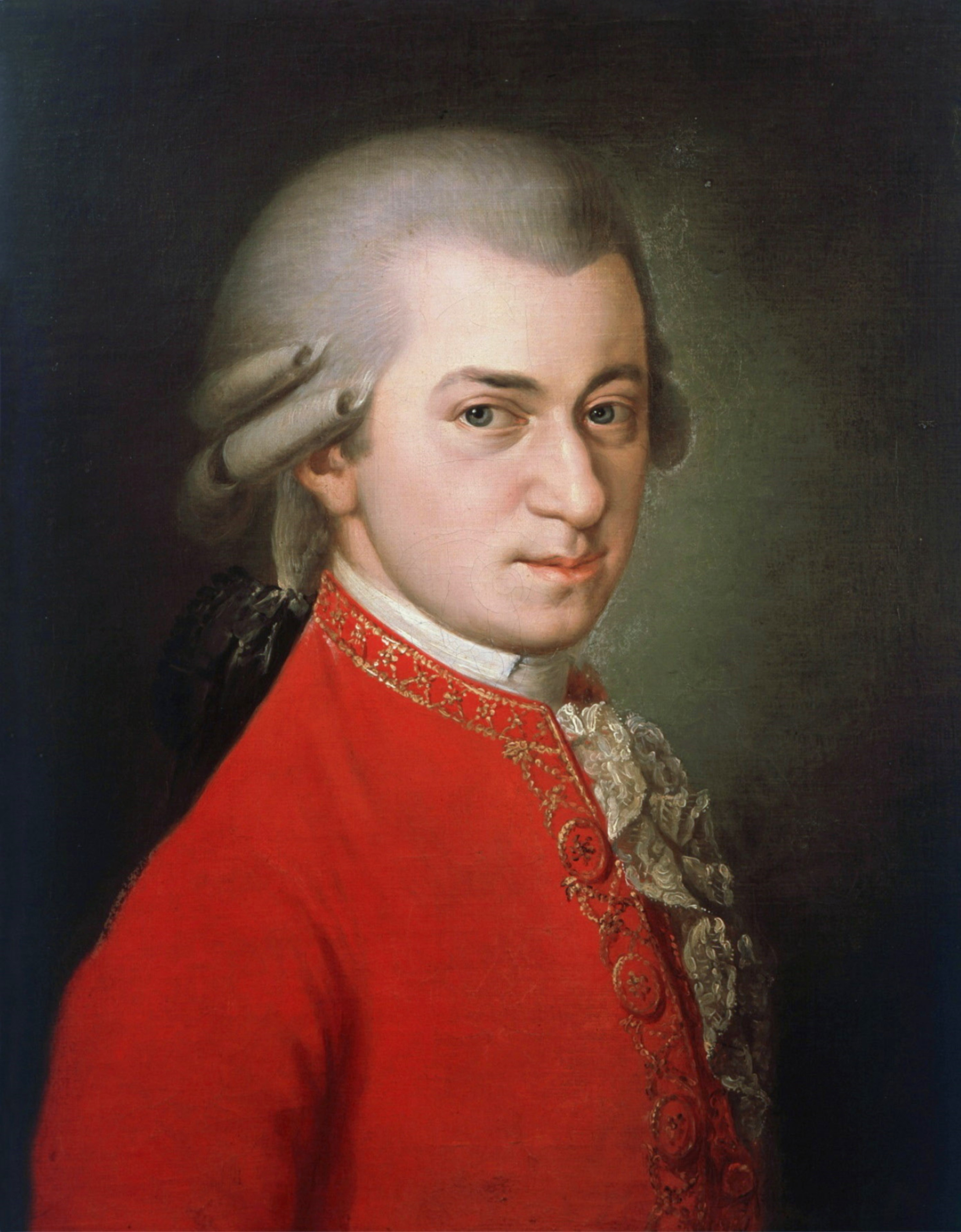
Chân dung Mozart thời thanh niên, do Barbara Krafft phục dựng năm 1819.

Thời gian này Mozart vẫn ở Salzburg (Tiếng Đức: [ˈsaltsbʊʁk]) là quê hương ông.
- Giao hưởng số. 14 in A major, K. 114 (1771)
- Giao hưởng số. 15 in G major, K. 124 (1772)
- Giao hưởng số. 16 in C major, K. 128 (1772)
- Giao hưởng số. 17 in G major, K. 129 (1772)
- Giao hưởng số. 18 in F major, K. 130 (1772)
- Giao hưởng số. 19 in E♭ major, K. 132 (1772)
- Giao hưởng số. 20 in D major, K. 133 (1772)
- Giao hưởng số. 21 in A major, K. 134 (1772)
- Giao hưởng số. 22 in C major, K. 162 (1773)
- Giao hưởng số. 23 in D major, K. 181/162b (1773)
- Giao hưởng số. 24 in B♭ major, K. 182/173dA (1773)
- Giao hưởng số. 25 in G minor, K. 183/173 dB (1773)
- Giao hưởng số. 26 in E♭ major, K. 184/161a (1773)
- Giao hưởng số. 27 in G major, K. 199/161b (1773)
- Giao hưởng số. 28 in C major, K. 200/189k (1774)
- Giao hưởng số. 29 in A major, K. 201/186a (1774)
- Giao hưởng số. 30 in D major, K. 202/186b (1774)
- Giao hưởng cung D major, K. 111+(120/111a) (GA 48) (1771)
- Giao hưởng cung D major, K. (126+(161/163))/141a (GA 50) (1772)
- Giao hưởng cung D major, K. 196+(121/207a) (GA 51) (1774-75)
- Giao hưởng cung C major, K. 208+(102/213c) (GA 52) (1775)
- Giao hưởng cung D major, K. 135+61h (1772?)

Ba bản giao hưởng dựa trên chủ đề serenade (khúc nhạc chiều):
- Giao hưởng cung D major, K. 204 (based on the Serenade No. 5) (1775)
- Giao hưởng cung D major, K. 250 (based on the "Haffner" serenade) (1776)
- Giao hưởng cung D major, K. 320 (based on the "Posthorn" serenade) (1779)

#### Từ 1778 đến 1788 (các bản sau)

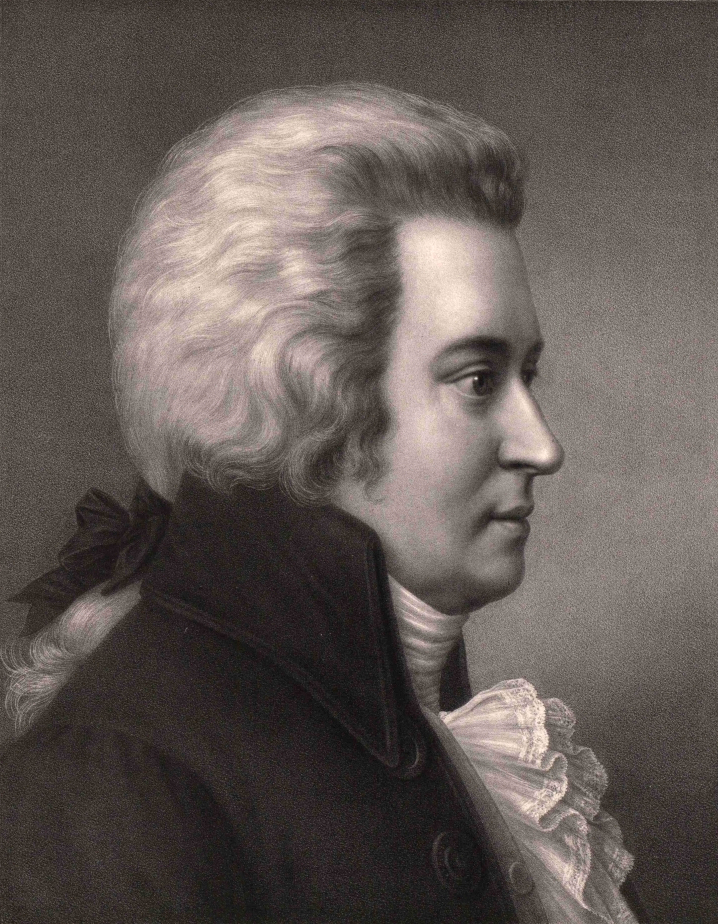
Chân dung bán thân Mozart, in thạch bản của Paul Rohrbach. năm 1873.

- Giao hưởng số. 31 in D major, "Paris", K. 297/300a (1778)
- Giao hưởng số. 32 in G major, "Overture in the Italian style", K. 318 (1779)
- Giao hưởng số. 33 in B♭ major, K. 319 (1779)
- Giao hưởng số. 34 in C major, K. 338 (1780)
- Giao hưởng số. 35 in D major, "Haffner", K. 385 (1782)
- Giao hưởng số. 36 in C major, "Linz", K. 425 (1783)
- Giao hưởng số. 37 in G major, K. 444 (1783)
- Giao hưởng số. 38 in D major, "Prague", K. 504 (1786)

Ba bản giao hưởng cuối cùng (số 39 - 41) được hoàn thành trong khoảng 1788, nhưng chúng không được xuất bản lúc sinh thời và chỉ xuất bản và  công diễn sớm nhất vào năm 1789 ở Leipzig.
- Giao hưởng số. 39 in E♭ major, K. 543 (1788)
- Giao hưởng số. 40 in G minor, K. 550 (1788)
- Giao hưởng số. 41 in C major, "Jupiter", K. 551 (1788)

## Hòa tấu

### Hòa tấu dương cầm
Các bản hòa tấu dương cầm với dàn nhạc giao hưởng của Mozart được đánh số từ 1 đến 27. Bốn bản hòa tấu đầu đã đánh số là những tác phẩm đầu tiên. Cấu trúc chính của những bản hòa tấu này là sự sắp xếp các bản sonata cho đàn có bàn phím của nhiều nhà soạn nhạc đương thời (như Raupach, Honauer, Schobert, Eckart, C. P. E. Bach). Ngoài ra còn có ba bản hòa tấu không đánh số, kí hiệu K.107, được chuyển thể từ các bản sonata cho dương cầm của J. C. Bach. Các bản hòa tấu 7 và 10 lần lượt là các tác phẩm dành cho hai và ba đàn dương cầm đồng tấu. Hai mươi mốt bản còn lại liệt kê dưới đây, là những tác phẩm gốc dành cho dương cầm độc tấu với dàn nhạc. Trong số đó, mười lăm bản được viết trong các năm từ 1782 đến 1786, trong khi trong năm năm tiế Mozart chỉ viết được thêm hai bản hòa tấu dương cầm mà thôi.
- Piano Concerto No. 5 in D major, K. 175 (1773)
- Piano Concerto No. 6 in B♭ major, K. 238 (1776)
- Piano Concerto No. 7 in F major cho ba dương cầm, "Lodron", K. 242 (1776)
- Piano Concerto No. 8 in C major, "Lützow", K. 246 (1776)
- Piano Concerto No. 9 in E♭ major, "Jenamy", K. 271 (1777)
- Piano Concerto No. 10 in E♭ major cho hai dương cầm, K. 365/316a (1779)
- Piano Concerto No. 11 in F major, K. 413/387a (1782-83)
- Piano Concerto No. 12 in A major, K. 414/385p (1782)
- Piano Concerto No. 13 in C major, K. 415/387b (1782-83)
- Piano Concerto No. 14 in E♭ major, K. 449 (1784)
- Piano Concerto No. 15 in B♭ major, K. 450 (1784)
- Piano Concerto No. 16 in D major, K. 451 (1784)
- Piano Concerto No. 17 in G major, K. 453 (1784)
- Piano Concerto No. 18 in B♭ major, K. 456 (1784)
- Piano Concerto No. 19 in F major, K. 459 (1784)
- Piano Concerto No. 20 in D minor, K. 466 (1785)
- Piano Concerto No. 21 in C major, K. 467 (1785)
- Piano Concerto No. 22 in E♭ major, K. 482 (1785)
- Piano Concerto No. 23 in A major, K. 488 (1786)
- Piano Concerto No. 24 in C minor, K. 491 (1786)
- Piano Concerto No. 25 in C major, K. 503 (1786)
- Piano Concerto No. 26 in D major, "Coronation", K. 537 (1788)
- Piano Concerto No. 27 in B♭ major, K. 595 (1791)

Ngoài ra còn có hai bản rondo biệt lập:
- Rondo for piano and orchestra in D major, K. 382 (1782)
- Rondo for piano and orchestra in A major, K. 386 (1782)

The early arrangements are as follows:
- Piano Concerto No. 1 in F major, K. 37 (1767)
- Piano Concerto No. 2 in B♭ major, K. 39 (1767)
- Piano Concerto No. 3 in D major, K. 40 (1767)
- Piano Concerto No. 4 in G major, K. 41 (1767)
- Three Piano Concertos in D major, G major and E♭ major, K. 107 (1771 or 1765)

### Hòa tấu vĩ cầm
Năm bản hòa tấu vĩ cầm của Mozart được viết ở Salzburg vào khoảng năm 1775, ngoại trừ bản đầu tiên vào khoảng năm 1773. Các bản nhạc này được chú ý bởi vẻ đẹp của giai điệu và việc sử dụng khéo léo các đặc điểm biểu cảm và kỹ thuật của vĩ cầm, mặc dù - điều rất đặc biệt - chính Mozart chưa bao giờ là một nghệ sĩ vĩ cầm giỏi.
- Violin Concerto No. 1 in B♭ major, K. 207 (1773)
- Violin Concerto No. 2 in D major, K. 211 (1775)
- Violin Concerto No. 3 in G major, "Straßburg", K. 216 (1775)
- Violin Concerto No. 4 in D major, K. 218 (1775)
- Violin Concerto No. 5 in A major, "Turkish", K. 219 (1775)

Mozart còn sáng tác một bản hòa tấu cho hai cây vĩ cầm song tấu cùng dàn nhạc, một bản adagio và hai bản rondos độc lập cho vĩ cầm với dàn nhạc.
- Concertone for two Violins and Orchestra in C major, K. 190/186E (1774)
- Adagio for violin and orchestra in E major, K. 261 (1776)
- Rondo for violin and orchestra in B♭ major, K. 269/261a (between 1775 and 1777)
- Rondo for violin and orchestra in C major, K. 373 (1781)

Ngoài ra, có ba tác phẩm sau thuộc thể loại này được cho là của Mozart.
- Violin Concerto in E♭ major, K. 268/365a/Anh. C 14.04 ("No. 6") (1780)[4]
- Violin Concerto in D major, "Kolb", K. 271a/271i ("No. 7") (1777)
- Violin Concerto in D major, "Adélaïde", K. Anh. 294a/Anh. C 14.05 (1933)

### Hòa tấu kèn cor
Các bản hòa tấu của ông cho kèn Cor được ưa thích và biểu diễn rộng rãi nhất so với các bản thuộc thể loại này của nhiều tấc giả khác. Bốn nhạc phẩm sau đây rất hay được những nghệ sĩ kèn cor chuyên nghiệp chọn biểu diễn. Bốn nhạc phẩm này vốn được Mozart viết cho người bạn ông là Joseph Leutgeb. Trong đó, bản hòa tấu số 4 được viết để thể hiện tài nghệ điêu luyện của nghệ sĩ độc tấu đương thời trên những loại kèn Cor thời đó không có van điều khiển.
- Horn Concerto No. 1 in D major, K. 412 (1791, unfinished at Mozart's death)
- Horn Concerto No. 2 in E♭ major, K. 417 (1783)
- Horn Concerto No. 3 in E♭ major, K. 447 (c. 1784–7)
- Horn Concerto No. 4 in E♭ major, K. 495 (1786)

Hai nhạc phẩm Mozart chưa hoàn thành cho thể loại này là:
- Horn Concerto, K. 370b + 371 in E♭ major (1781)
- Horn Concerto, K. 494a in E major (c. 1785–6)

### Hòa tấu kèn gỗ
Bộ gỗ ông đã viết gồm nhiều loại: sáo flute, kèn clarinet, kèn ôboa, kèn bassoon và saxophone
- Bassoon Concerto in B♭ major, K. 191 (1774)
- Concerto for Flute, Harp, and Orchestra in C major, K. 299 (1778)
- Oboe Concerto in C major, K. 314 (1777–78)
- Flute Concerto No. 1 in G major, K. 313 (1778)
- Flute Concerto No. 2 in D major, K. 314 (1778)
- Andante for flute and orchestra in C major, K. 315/285e (1778)
- Clarinet Concerto in A major, K. 622 (1791)

### Sinfonia concertante
- Sinfonia Concertante for Violin, Viola and Orchestra in E♭ major, K. 364 (1779)
- Sinfonia Concertante for Oboe, Clarinet, Horn, Bassoon and Orchestra in E♭ major, K. 297b
- Sinfonia Concertante for Violin, Viola, Cello and Orchestra in A major, K. 320e (Anh. 104) (C. 1779, chưa hoàn thành)
- Sinfonia Concertante for Piano, Violin and Orchestra in D major, K. 315f (Anh. 56) (1778, chưa hoàn thành)

### Hòa tấu khác
- Hòa tấu kèn trôngpet, K. 47c (1768)
- Hòa tấu đàn xellô, K. 206a (1775)

### Hòa tấu bộ gỗ
Với bộ gỗ, có các nhạc phẩm nổi tiếng sau
- Hòa tấu kèn Pha-gôt cung B♭ trưởng, K. 191 (1774)
- Concerto for Flute, Harp, and Orchestra cung C trưởng, K. 299 (1778)
- Hòa tấu kèn ô-boa cung C trưởng, K. 314 (1777–78)
- Hòa tấu sáo Tây số 1 cung G trưởng, K. 313 (1778)
- Hòa tấu sáo Tây số 2 cung D trưởng, K. 314 (1778)
- Hòa tấu sáo Tây bản Andante cung C trưởng, K. 315/285e (1778)
- Clarinet Concerto cung A trưởng, K. 622 (1791)